# Le Pari (Tendre Banlieue)
Pour les articles homonymes, voir Le Pari.

Le Pari (2003) est le quinzième tome de la série de bande dessinée Tendre Banlieue.
- Scénario et dessins : Tito

## Synopsis
La thématique abordée est celle de l'homosexualité, entre deux adolescents.
Un nouvel élève nommé Raphaël arrive au lycée. Deux adolescentes, Sandrine et Sonia, font le pari de le séduire, l'une ayant le béguin pour lui. Mais le garçon ne semble pas intéressé. Son ami vient du Québec le voir, et laisse transparaître leur relation à l'occasion d'un furtif geste de tendresse dans le RER. La jeune fille a aperçu la scène.